# Rapanuiština
Rapanuiština (rapanuisky: Vānanga Rapa Nui, též Rapa Nui nebo Rapanui, ve španělštině také Pascuan) je jazyk domorodých polynéských obyvatel Velikonočního ostrova, což je ostrov v Tichém oceánu, který je součástí Chile a který je známý především sochami moai.
Velikonoční ostrov má přibližně 6000 obyvatel, ale většina z nich mluví pouze španělsky. Podle chilského průzkumu se na ostrově okolo 3700 obyvatel hlásí k rapanuiské národnosti. V roce 2008 se počet mluvčích rapanuištiny odhadoval na 800, většinou pouze dospělých, protože děti se učí v dětství jen španělštinu a rapanuištinu se naučí až v dospělosti.
Jazyk byl ovlivněn tahitštinou a španělštinou, nejbližší je markézštině a maorštině.

## Abeceda
Rapanuiština používá latinku doplněnou o speciální znaky. Rapanuiská abeceda:
```
A, Ā, E, Ē, H, I, Ī, K, M, N, Ŋ, O, Ō, P, R, T, U, Ū, V, ꞌ
```

Někdy se používají také písmena g, ġ a g̈.

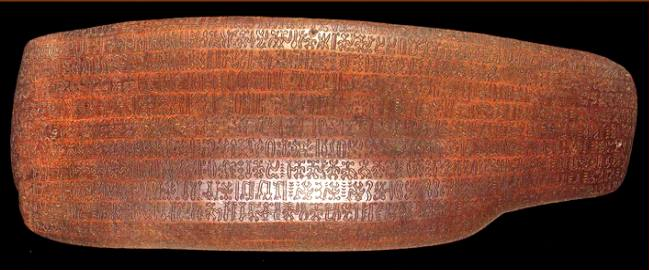
Destička popsaná písmem rongorongo

Na Velikonočním ostrově se také nalezly destičky popsané písmem rongorongo. Toto písmo stále nebylo rozluštěno, ale je pravděpodobné, že se jednalo o zápis rapanuištiny.

## Příklady

### Číslovky
| Rapanuisky       | Česky |
| e tahi           | jeden |
| e rua            | dva   |
| e hā             | tři   |
| e rima           | čtyři |
| e ono            | pět   |
| e hitu           | šest  |
| e fito           | sedm  |
| e va'u           | osm   |
| e iva            | devět |
| ka tahi 'aŋahuru | deset |

## Užitečné fráze
| Rapanuisky                                                              | Česky                                            |
| Iorana!                                                                 | Ahoj!                                            |
| Pe hē a koe?                                                            | Jak se máš?                                      |
| E riva-riva no 'ā a au!                                                 | Jsem v pořádku!                                  |
| A au ena 'ā! 'e a koe?                                                  | Jsem tak-tak a ty?                               |
| Rake-rake ko maui-ui 'ā a au!                                           | Špatně, jsem nemocný!                            |
| Pe hē tu'u hua'ai?                                                      | Jak se má tvá rodina?                            |
| A rāua e ri-riva no 'ā!                                                 | Jsou v pořádku!                                  |
| Pe hē tu'u ŋa matu'a era?                                               | Jak se máte rodiče?                              |
| E riva-riva no 'ā, ko koa atu 'ā o te 'ai he paparu'au 'e he mamaru'au! | No, rádi jsme prarodiče!                         |
| Ko ai tu'u 'iŋoa?                                                       | Jak se jmenuješ?                                 |
| Ko Koreto to'oku 'iŋoa.                                                 | Jmenuji se Koreto.                               |
| 'I hē a koe e noho ena?                                                 | Kde bydlíš?                                      |
| 'I Rapa Nui a au e noho nei.                                            | Žiju ve Velikonočním ostrově.                    |
| Ko ai, ko ai tu'u hua'ai?                                               | Od jaké rodiny patříš?                           |
| O te hua'ai Haoa, Cardinali, Paoa, Pakomio, Araki.                      | Do rodiny Haoa, Cardinali, Paoa, Pakomio, Araki. |
| O Mata hē a koe?                                                        | K jakému kmeni patříš?                           |
| He Ŋaruti 'e he Marama to'oku Mata.                                     | Patřím ke kmeni Ŋaruti a Marama.                 |
| Mai hē a koe?                                                           | Odkud jsi přišel?                                |
| Mai te Porinetia a au.                                                  | Pocházím z Polynésie.                            |
| Ka hia o'ou matahiti?                                                   | Kolik je ti let?                                 |
| Ka piti 'ahuru ma pae to'oku matahiti.                                  | Je mi 25 let.                                    |
| Ko ai te 'iŋoa o tu'u matu'a vahine?                                    | Jak se jmenuje tvá matka?                        |
| Ko Rosa te 'iŋoa o to'oku matu'a vahine.                                | Jméno mé matky je Rosa.                          |
| E hia matahiti o tu'u matu'a vahine?                                    | Jak stará je tvoje máma?                         |
| E hitu 'ahuru o'ona matahiti.                                           | Je jí 70 let.                                    |
| Ko ai te 'iŋoa o tu'u matu'a tane?                                      | Jak se jmenuje tvůj otec?                        |
| Ko Niko te 'iŋoa o to'oku matu'a tane.                                  | Jméno mého otce je Niko.                         |
| E ai ro'ā tu'u taina?                                                   | Máš bratry?                                      |
| Ē, e ai ro'ā to'oku taina?                                              | Ano, mám bratry.                                 |
| E hia o'ou taina poreko tane 'e e hia vahine?                           | Kolik bratrů a sester máte od narození?          |
| E rima taina poreko vahine 'e e tahi tane.                              | Pět sester a jeden bratr od narození.            |
| A hē a koe e oho ena ki tu'u hare?                                      | Kam chodíš do svého domu?                        |
| A te ara poto.                                                          | Nejkratší cestou.                                |
| A hē ka tu'u mai tu'u ŋa matu'a era?                                    | Kdy přijedou tvoji rodiče?                       |
| Ki oti te rāua mahana haka ora.                                         | Jakmile vám skončí dovolená.                     |
| Hora aha a koe e kai ena?                                               | Kdy máte oběd?                                   |
| Hora ho'e.                                                              | V jednu.                                         |

## Vzorový text
Otčenáš (modlitba Páně):
E te Matu'a o mātou o te raŋi ē,
te me'e haŋa he mo'a o te taŋata
ta'ato'a i tu'u iŋoa,
e he haka rē atu mo haka tere ō'ou i a rāua,
ki haka tano ai i ta'a me'e haŋa 'i te ao nei
pa he haka tano iŋa atu o ta'a me'e haŋa 'i te raŋi.
E va'ai mai koe 'arīnā
to mātou o te kai.
E haka kore koe i te mātou hara,
pa he haka rehu iŋa o mātou i
te me'e 'ino aŋa mai e te rua.
'Ē, 'i te hora o te haka 'atu mai, 'ina koe ko haka
rē i a mātou mo viri ki roto i te hara; e haka e'a
koe i a mātou mai roto i te rima o Rukifero.

## Ukázka
Všeobecná deklarace lidských práv v rapanuištině:
Te hanau henua, mai te poreko hanga, he manu tere, manu rarama e manu mana’u; ko tu’u piru ana ta’ato’a. Mai ai he hanau e haka topa ro a i te mana’u, e here, e mo’a, e tapu ki a raua ‘a.
Český překlad:
Všichni lidé se rodí svobodní a sobě rovní co do důstojnosti a práv. Jsou nadáni rozumem a svědomím a mají spolu jednat v duchu bratrství.